# Schenkendöbern (Ortsteil)
Schenkendöbern (niedersorbisch Derbno) ist ein Ortsteil der gleichnamigen Gemeinde Schenkendöbern im Landkreis Spree-Neiße in Brandenburg. Zwischen dem 31. Dezember 1998 und dem 26. Oktober 2003 war Schenkendöbern Hauptort der Gemeinde Lutzketal, vorher war der Ort eine eigenständige Gemeinde.

## Lage
Schenkendöbern liegt in der Niederlausitz etwa vier Kilometer westlich der Grenze zu Polen. Die Stadt Guben liegt etwa zwei Kilometer entfernt. Umliegende Ortschaften sind Grano im Norden, Wilschwitz im Nordosten, die Stadt Guben im Osten, deren Ortsteil Deulowitz im Südosten, Atterwasch im Süden, Bärenklau im Südwesten, Lübbinchen im Westen sowie Krayne im Nordwesten.
Unmittelbar südlich von Schenkendöbern verläuft die Bundesstraße 320, die Bundesstraße 112/Oder-Lausitz-Straße nach Frankfurt (Oder) verläuft östlich des Ortes. Die Landesstraße 46 verläuft durch den Ort. Im südlichen Teil der Gemarkung des Ortsteils liegt der Schenkendöberner See, an der Straße nach Wilschwitz liegt der Wilschwitzer See.

## Geschichte

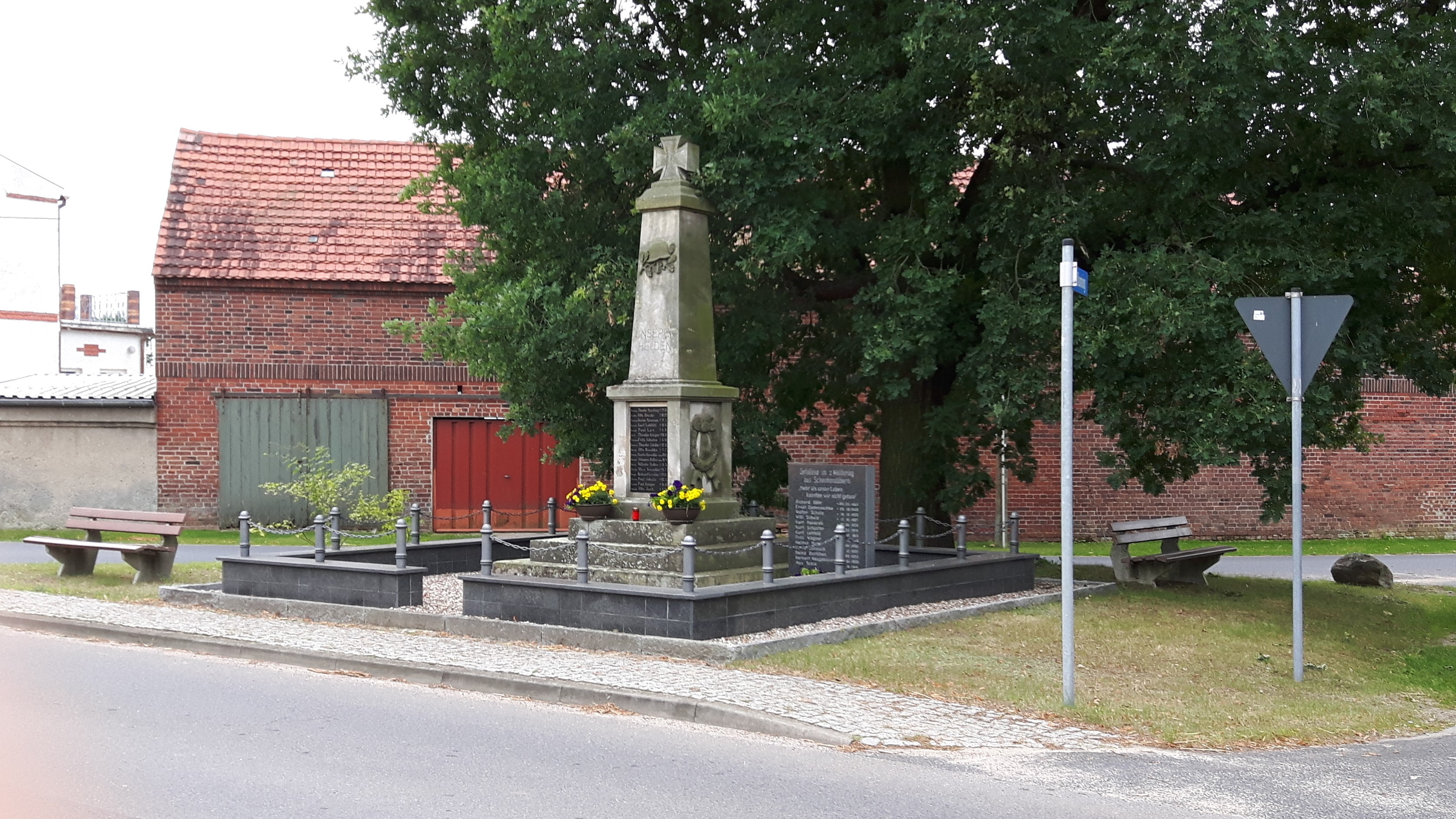
Kriegerdenkmal in Schenkendöbern

Der Ort Schenkendöbern wurde erstmals 1465 mit der Schreibweise Schenckendobir urkundlich erwähnt. Der Ortsname setzt sich aus Schenken und dem Wort Döbern (von sorbisch Dubrawa für Eichenwald) zusammen und beschreibt die Lage des Ortes in einer feuchten Talmulde. Ob der Namenszusatz Schenken auf das Geschlechte der Schenken von Landsberg zurückzuführen ist, ist unklar. Im Mittelalter gab es in der Nähe ein Schloss, das der Herrschaft Schenkendorf gehörte, die im Besitz der Herren von Wesenberg stand.
Um 1480 wurden Teile Schenkendöberns an die Stadt Guben verkauft. Neun Jahre später wechselten diese an den Landvogt Nickel von Köckritz, der den Ort 1512 an den Johanniterorden verkaufte, in deren Besitz Schenkendöbern bis zur Auflösung des Ordens im Jahr 1811 blieb. Während der ersten Hälfte des 19. Jahrhunderts wurde das Herrenhaus des Schenkendöberner Guts gebaut. Haupteinnahmequellen im Dorf war die Landwirtschaft, außerdem wurde in geringem Maße Handel betrieben, da der Ort günstig an der Fernstraße von Guben über Lübben nach Leipzig lag. 1520 wurde die erste Gastwirtschaft erwähnt. Bis etwa 1750 verfügte der Ort über eine Wasserburg.
Von den Johannitern wurde Schenkendöbern als Vasallengut weiter verliehen. 1917 kam Schenkendöbern in den Besitz der Familie Vorsteher, diese baute das Gut zu einem Landwirtschaftsbetrieb mit Viehzucht und eigener Molkerei aus. Nach dem Zweiten Weltkrieg wurde die Familie in Folge einer Bodenreform enteignet. Das Gutsgebäude wurde daraufhin als Bürgermeisteramt, LPG-Küche und -Büro genutzt. Das Land wurde auf die Bauern und Umsiedler des Dorfes aufgeteilt. Bis ins Jahr 1960 entstanden in Schenkendöbern vier LPGs, davon ein Rinderkombinat und eine Schweinezuchtanlage. Im Jahr 1969 wurde die LPG in eine Kooperative Abteilung Pflanzenproduktion „Wilhelm Pieck“ umbenannt. Zur Wiedervereinigung umfasste die KAP eine Fläche von etwa 6.600 Hektar Land.
Nach den Beschlüssen des Wiener Kongresses kam Schenkendöbern im Jahr 1815 an das Königreich Preußen. Dort lag das Dorf im Landkreis Guben im Regierungsbezirk Frankfurt. Zum 1. Januar 1926 wurde die bis dahin eigenständige Gemeinde Wilschwitz eingemeindet. Am 25. Juli 1952 wurde Schenkendöbern dem neu gebildeten Kreis Guben im Bezirk Cottbus zugeordnet. 
Nach der Wende lag Schenkendöbern zunächst im Landkreis Guben und wurde im Zuge der brandenburgischen Kreisreform vom 6. Dezember 1993 dem Landkreis Spree-Neiße zugeordnet. Ab dem 23. September 1993 bildete Schenkendöbern zusammen mit 14 weiteren Gemeinden das Amt Schenkendöbern. Am 31. Dezember 1998 wurde Schenkendöbern mit den Gemeinden Grano, Groß Drewitz, Krayne, Lauschütz und Sembten zu der Gemeinde Lutzketal zusammengeschlossen. Die Gemeinde Lutzketal wurde am 26. Oktober 2003 mit den Gemeinden Atterwasch, Bärenklau, Gastrose-Kerkwitz, Grabko und Pinnow-Heideland zu der neuen Gemeinde Schenkendöbern zusammengelegt.

## Bevölkerungsentwicklung
| 1875 | 319 | 1939 | 331 | 1981 | 397 |
| 1890 | 276 | 1946 | 606 | 1985 | 369 |
| 1910 | 240 | 1950 | 632 | 1989 | 354 |
| 1925 | 369 | 1964 | 464 | 1992 | 363 |
| 1933 | 412 | 1971 | 440 | 1997 | 425 |